# جوي بزم (سروستان)
جوي بزم (بالفارسية: جوی بزم) هي قرية تقع في إيران في Sarvestan Rural District. يقدر عدد سكانها بـ 37 نسمة بحسب إحصاء 2016.